# Pirapora do Bom Jesus
Pirapora do Bom Jesus est une ville brésilienne de l'État de São Paulo. Sa population était estimée à 15 706 habitants en 2009.
| Période | Période | Identité          | Étiquette | Qualité |
| ------- | ------- | ----------------- | --------- | ------- |
| 2009    | 2012    | José Carlos Alves | PT        |         |